# Jacint Boada i Casanoves
Jacint Boada i Casanoves (Terrassa, 1772 - Montserrat, 1859) fou un mestre de capella, organista, compositor i monjo benedictí català de la primera meitat del segle xix.
Fou membre de l'Escolania de Montserrat entre els anys 1780 i 1786 i allí es formà musicalment amb Narcís Casanoves i Anselm Viola. Posteriorment, el 1790, deixa l'escola de música per ingressar al monestir de Montserrat on va ser mestre de l'Escolania. Treballà incansablement primer com a ecònom del monestir el 1814, en els difícils moments en què era urgent i necessària una restauració dels edificis malmesos del monestir. Després de la Guerra del Francès, l'any 1818, quan l'escolania recuperà la seva activitat, Boada hi contribuí component música tant per al culte com per a l'aprenentatge musical dels escolans procurant restablir l'arxiu musical que l'anterior havia desaparegut pràcticament tot, de manera que va compondre moltes de les obres necessàries per al culte del santuari i per a l'estudi dels nens escolans o copiant obres d'autors antics i contemporanis. Cinc anys després de la desamortització de Mendizábal, i de l'exclaustració, el 1840, Boada retornà al monestir; en una situació de precarietat com aquella, inventà la Salve montserratina, amb la típica alternança de versets en cant gregorià i en polifonia. L'any següent encara tornà a restaurar l'escolania com ja ho havia fet després de la Guerra del Francès i després del Trienni Liberal. En aquells darrers anys de la seva vida hi fou mestre d'alguns escolans que després foren músics destacats com Bartomeu Blanch, Baltasar Saldoni o Magí Pontí.
Malgrat la cronologia, la seva música -tant litúrgica com per a piano, aquesta darrera sobretot amb caràcter didàctic- es manté dins dels cànons estilístics del classicisme, el seu estil pateix sovint de formalisme i d'una certa pobresa de recursos però tot hi així, la seva escriptura sembre es, no només correcta en quant a la forma i el marc de la funcionalitat litúrgica i pedagògica, sinó també molt propera a les melodíes populars.
Durant la desamortització de Mendizábal (1835), Jacint Boada va romandre gairebé sol al monestir de Montserrat, acompanyat només pel germà Capderrós i un escolà. En aquest context advers, va desenvolupar la “Salve Montserratina”, adaptant el cant gregorià amb polifonia per substituir els versets d’orgue que mancaven.
Estil clàssic i popular: Boada va mantenir-se fidel als cànons del classicisme, però va incorporar elements propers a les melodies populars, donant a la seva música un caràcter senzill però funcional per a l’ensenyament i el culte.
Obra didàctica destacada: A més de les seves composicions litúrgiques, va crear material didàctic per a l’Escolania, incloent lliçons de solfeig i exercicis per a nens que estudiaven violí i altres instruments.
Impacte a l’arxiu musical: La seva tasca de reconstrucció de l’arxiu musical de Montserrat després de la Guerra del Francès (1818) va ser clau per recuperar part del patrimoni musical perdut. A més de compondre noves obres, va copiar música d’autors antics i contemporanis per enriquir el repertori.

## Obres[calcitació]
Misses
- Missa per a 2 veus.
- Missa per a 4 veus.
- Missa per a 6 veus.

Oficis
- Ofici per a 6 veus: Nona per a la setmana.
- Ofici per a 6 veus: Nona per als diumenges.
- Ofici per a 6 veus: Nona per als dilluns.
- Ofici per a 6 veus: Tèrcia per als diumenges.
- Ofici per a 6 veus per al Vespre.
- Ofici per a 4 veus: Vespres per a dissabte sant.

Antífones
- Alma Redemptoris Mater.
- Alma Redemptoris Mater per a 2 veus.
- Ave Regina Caelorum per a 6 veus.
- Gloriosae Virginis Mariae Ortum per a 2 veus.
- Hodie Christus Natus per a 2 veus.
- Nativitas Tua per a 2 veus.
- Regina Caeli per a 2 veus.
- Regina Caeli per a 3 veus.
- Salve Regina per a 2 veus.
- Salve Regina per a 4 veus.
- Salve Regina per a 7 veus.
- Salve Regina per a 8 veus.

Himnes
- Aurora Lucis Rutilat.
- Ave María Stella per a 2 veus.
- Defensor Alme Hispaniae per a 2 veus.
- Iam Bone Pastor per a 2 veus.
- Inter Aeternas per a 2 veus.
- Ut Queant Laxis per a 2 veus.

Lamentacions
- Incipit Oratio.
- Misericordiae Domini per a 2 veus.
- Quomodo Sedet Sola per a 3 veus.

Motets
- Benedictus Qui Venit.
- Ocrux Ave per a 4 veus.

Responsoris
- Libera Me per a 2 veus.

Salms
- Dixit Dominus per a 4 veus.
- Laetatus Sum per a 3 veus.
- Memento Domine Davis per a 7 veces.
- Nisi Dominus per a 4 veus.

Seqüències
- Laudia Sion per a 2 veus.
- Stabat Mater per a 2 veus.

Goigs
- Para dar luz inmortal per a 2 veus.
- Para dar luz inmortal per a 3 veus.
- Ya que nuestra devoción per a 2 veus.
- Ya que nuestra devoción per a 3 veus.
- Ya que nuestra devoción per a 4 veus.
- Ya que nuestra devoción per a 6 veus.

Rosaris
- Pare Nostre per a 2 veus.

Instrumentals
- Sis duos per a oboè i violí.

Obres didàctiques
- Lecciones de solfeo, violín y otros instrumentos para estudio de los niños de la escolanía.